# Chuck Negron
Charles "Chuck" Negron II (Manhattan, 8 de junio de 1942) es un cantante y compositor estadounidense, reconocido por haber sido uno de los tres vocalistas de la banda de rock Three Dog Night, la cual ayudó a formar en 1968. 

## Carrera
Negron se unió a Three Dog Night en 1967 por invitación de Danny Hutton. La banda logró popularidad a finales de la década de 1960 y comienzos de la década de 1970, vendiendo aproximadamente 60 millones de discos.
El alocado estilo de vida de las estrellas de rock deterioró a Negron, y cuando Three Dog Night se separó en 1976, el músico tenía una importante adicción a la heroína. En julio de 1975, la revista británica NME reportó que Negron había sido arrestado por posesión de cocaína en Kentucky. El músico pudo superar su adicción y en septiembre de 1991 inició una carrera en solitario.

## Discografía
- Am I Still In Your Heart? (1995)[4]
- Joy to the World (1996)[5]
- Long Road Back (1999)[6]
- Chuck Negron – Live In Concert (2001)[7]
- Live and In Concert (2005)[8]
- The Chuck Negron Story (2005)[9]